# Phalonidia walkerana
Phalonidia walkerana es una especie de polilla del género Phalonidia, categorizada en la tribu Cochylini, de la subfamilia Tortricinae.

## Distribución
Se distribuye por América del Sur: Perú, en la ciudad de Callao.

## Taxonomía
Fue descrita por Razowski en 1967.
Tratamiento taxonómico
La especie aparece registrada y publicada en Acta Zoologica Cracoviensia 12: 166.